# Caraș
El Caraș és un riu de Romania i Sèrbia, té 110 km de llargària i és un afluent del Danubi.

## Romania
El Caraș neix a les muntanyes Aninei, al nord-oest de la ciutat d'Anina. Travessa 50 km de Romania en direcció nord. A l'altura de la ciutat de Carașova gira al sud-oest i rep tot de petits afluents, entre els quals el més important és el Lisava. Passa per algunes ciutats com Giurgiova, Ticvaniu Mare, Cacova, Vărădia, Mercina i Vrani abans d'entrar a Sèrbia per la Província Autònoma de Voivodina.

## Sèrbia
Just després de la frontera, el Caraș rep dos afluents grans, el Borugu, per la dreta; i l'Ilidia, per l'esquerra. Passa per les ciutats de Kuštilj, Vojvodinci, Dobričevo, Straža i Jasenovo. Arriba als turons de Zagajica, i a partir d'aquí és canalitzat i incorporat al Canal Danubi-Tisza-Danubi. Finalment desemboca al Danubi a l'altura de Stara Palanka.